# Johannes Grotjan (Architekt)

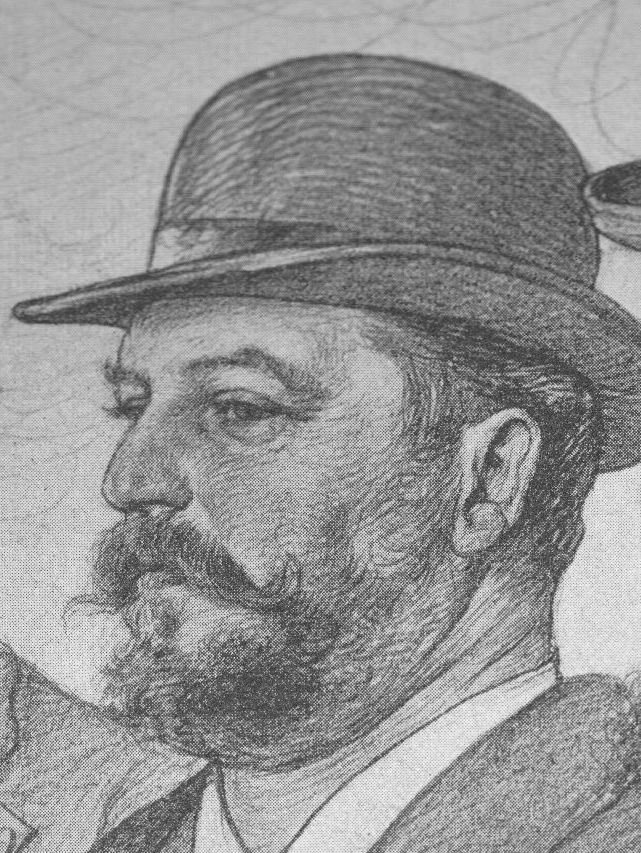
Johannes Grotjan auf einer Zeichnung von ca. 1894

Johannes Martin Friedrich Grotjan (* 18. Oktober 1843 in Hamburg; † 5. Oktober 1922 ebenda) war ein deutscher Architekt.

## Leben und Wirken
Johannes Martin Grotjan war der Sohn des Kaufmanns Johann Georg Abraham Grotjan und von Maria Dorothea Bluhm. Johannes Martin Grotjan Vorfahren waren Kaufleute, Kornhändler, Oberalter in Hamburg. Johannes M. Grotjan ist Couisin 2. Grades von Thomas Johann Heinrich Mann, dem Vater der Schriftsteller Heinrich und Thomas Mann.

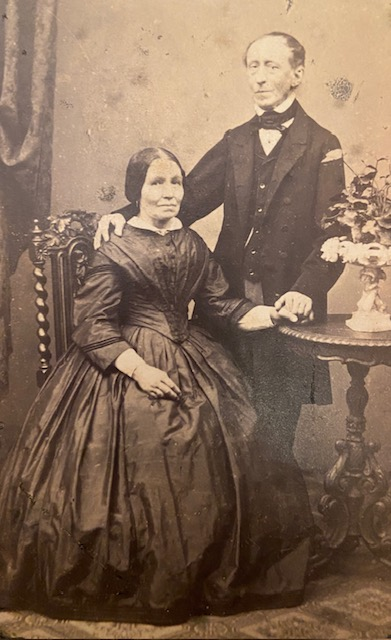
Eltern: Marie Dorothea Grotjan, geb. Bluhm, Johann Abraham Grotjan

Johannes M. Grotjan erste Frau, Auguste Mathilde Caroline Hillermann, mit der er 7 Kinder hatte verstarb 1887 im Wochenbett. Aus zweiter Ehe, 1888 bis 1921 mit der jüngeren Schwester, Elisabeth Hillermann, gingen 2 Kinder hervor.

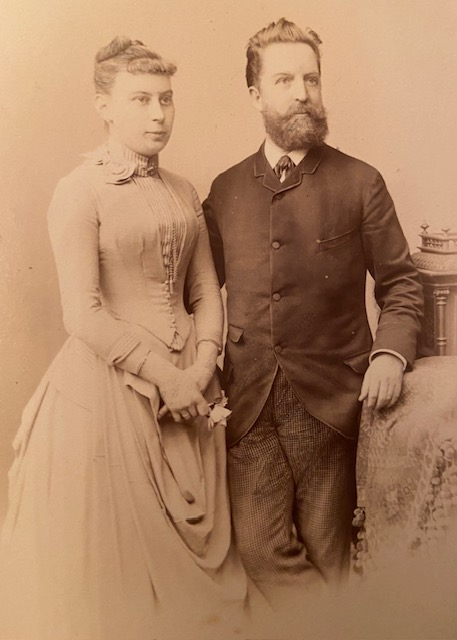
Elisabeth Grotjan, geb. Hillermann, Johannes Martin Grotjan

Er besuchte die Schule und machte eine Ausbildung als Zimmermann.  Von 1862 bis 1864 studierte er an der Baugewerkschule in Nienburg an der Weser und arbeitete danach als Zimmermannsgeselle. 1865 ging er nach München zu Rudolf Gottgetreu, in dessen Atelier er zwei Jahre wirkte. Danach kehrte er nach Hamburg zurück. Hier arbeitete er für das Bauunternehmen Johannes G. Minck und ab 1868 bei der Berlin-Hamburger Eisenbahn-Gesellschaft. Als studierter Architekt mit praktischer Erfahrung auf dem Bau hatte Grotjan somit eine seinerzeit gängige Ausbildung zum Architekten durchlaufen.
1871 eröffnete Grotjan als selbstständiger Architekt ein eigenes Büro in Hamburg. Er plante Ein- und Mehrfamilienhäuser, die im gehobenen Bürgertum schnell Gefallen fanden. Grotjan beteiligte sich an der Randbebauung der Colonnaden und an Neubauten außerhalb des Stadtzentrums. Da Ende 1860 die Torsperre entfiel, galt das Alstervorland als gefragtes Wohngebiet außerhalb Hamburgs, wo Grotjan viele Bauwerke plante. Er baute überwiegend im Stil der Neorenaissance mit reichhaltig gegliederten Fassaden und ausgewogenen Proportionen. Damit beabsichtigte er, Gebäuden repräsentative Züge zu geben und sie in einen angemessenen historischen Kontext zu stellen.
Als das Hamburger Rathaus neu gebaut werden sollte, nahm Grotjan an dem Architekturwettbewerb teil. Hierbei erhielt er den zweiten Preis. Da das Bauvorhaben zu groß erschien, plante Grotjan gemeinsam mit seinem Kompagnon Henry Robertson, der wenig später starb, und sieben weiteren Architekten das Gebäude neu. Im Rahmen der Arbeiten kam es zu zwei internen Wettbewerben: Während Martin Haller und Leopold Lamprecht den Grundriss erstellten, gestaltete Grotjan die Außenfassade. Dabei wählte er bewusst Stilmittel der flämischen Renaissance, die bürgerliches Selbstbewusstsein verkörpern sollten.
Im Gegensatz zu den historischen Motiven, die er beim Rathaus verwendete, plante Grotjan sonst moderne und funktionale Grundrisse. Als Architekt entwarf er auch seinerzeit aufkommende Kontorhäuser. Dazu gehörte das Börsenhaus am Alten Wall (1895), das Neidlinger-Haus (1886) und das Modehaus Gebr. Hirschfeld (1906; 1938 arisiert durch Franz Fahning) mit modernen Skelettkonstruktionen und historisierenden Fassaden.
Da die Bautätigkeiten aufgrund des Ersten Weltkriegs nahezu vollständig zum Erliegen kamen, erhielt Grotjan während dieser Zeit nur noch wenig Aufträge. Er realisierte noch einige, wenig umfangreiche Bauwerke und ging zunehmend in Ruhestand. Sein Sohn, der studierter Architekt war und die Geschäfte des Vaters fortführen sollte, starb während des Ersten Weltkriegs. Seine zweite Frau, die der Architekt um ein Jahr überlebte, starb 1921.

## Bauten in Hamburg (Auswahl)
- 1873: Etagenhaus Mittelweg 162
- 1876: Doppelvilla Alsterchausee 7, 9
- 1877–1878: Geschäftshaus Colonnaden 68/70
- 1878–1879: Duwe´s Elbpavillon, Elbchausee 332
- 1878–1879: Jungfernstieg 50
- 1881–1882: Villa Fam. Wehber, Emilienstr. 71
- 1886–1897: Hamburger Rathaus (zusammen mit Martin Haller, Bernhard Hanssen, Emil Meerwein, Wilhelm Hauers, Hugo Stammann und Gustav Zinnow)
- 1885: Neidlinger-Haus in der Admiralitätstraße 77, Ecke Michaelisbrücke
- 1893: Wagenbaufabrik, Neuer Pferdemarkt 27
- 1894–1895: Börsenhaus, Alter Wall 32 (mit Alfredo Puls und Emil Richter)
- 1898–1899: Messtorff'sche Villa in der Wentorfer Straße 38, 1925–27 umgebaut zum Rathaus Bergedorf
- 1902–1903: Speicherstadtrathaus (HFLG-Hauptverwaltungsgebäude) in der Hamburger Speicherstadt (mit Fritz Meerwein und Bernhard Hanssen)
- 1905–1906: Modehaus Gebr. Hirschfeld, Neuer Wall 19
- 1906–1907 Villa Fam. Wehber, Heilwigstr. 52
- 1911–1912: Jerusalem-Kirche und dazugehöriges Jerusalem-Krankenhaus